# Комунальна вулиця (Київ)
Комуна́льна ву́лиця — вулиця в Голосіївському районі міста Києва, місцевість Пирогів. Пролягає від вулиці Академіка Заболотного до кінця забудови.
До Комунальної вулиці прилучаються Квітуча та Крута вулиці.

## Історія
Комунальна вулиця виникла у 1-й половині XX століття. Сучасна назва — з 1957 року.